# Bronkhorstspruit
Bronkhorstspruit è un centro abitato del Sudafrica, situato nella provincia del Gauteng.